# امامزاده شاه احمد قاسم
امامزاده شاه احمد قاسم در قم، تقاطع خیابان معلم و سمیه، واقع شده و این اثر در تاریخ ۱۷ آذر ۱۳۷۷ با شمارهٔ ثبت ۲۱۶۹ به‌عنوان یکی از آثار ملی ایران به ثبت رسیده است. مردم قم به زبان محلی نام آن را شامَد قاسم تلفظ می‌کنند.